# Cantó de Charny
El cantó de Charny és un cantó francès del departament del Yonne, situat al districte d'Auxerre. Té 15 municipis i el cap és Charny.

## Municipis
- Chambeugle
- Charny
- Chêne-Arnoult
- Chevillon
- Dicy
- Fontenouilles
- Grandchamp
- La Ferté-Loupière
- Malicorne
- Marchais-Beton
- Perreux
- Prunoy
- Saint-Denis-sur-Ouanne
- Saint-Martin-sur-Ouanne
- Villefranche

## Història
| Data d'elecció                           | Identitat       | Partit            | Qualitat |
| ---------------------------------------- | --------------- | ----------------- | -------- |
| 1945-1958                                | M. Merland      | UDSR, després RGR |          |
| 1958-1970                                | M. Grange       | Divers droite     |          |
| 1970-2001                                | Marcel Lavergne | RI, després UDF   |          |
| 2001-2008                                | Bernard Jobert  | UDF               |          |
| 2008-                                    | Michel Courtois | UMP               |          |
| les dades anteriors no són pas conegudes |                 |                   |          |
|                                          |                 |                   |          |

## Demografia
| A partir de 1990: Població sense dobles comptes |